# Isopogon baxteri
Isopogon baxteri är en tvåhjärtbladig växtart som beskrevs av Robert Brown. Isopogon baxteri ingår i släktet Isopogon och familjen Proteaceae. Inga underarter finns listade i Catalogue of Life.